# Jelovo Brdo
Jelovo Brdo är en förstörd befolkad plats i Bosnien och Hercegovina.   Den ligger i entiteten Federationen Bosnien och Hercegovina, i den östra delen av landet, 70 km nordost om huvudstaden Sarajevo. Jelovo Brdo ligger 273 meter över havet och antalet invånare är 532.
Terrängen runt Jelovo Brdo är kuperad åt sydost, men åt nordväst är den platt.Närmaste större samhälle är Kalesija, 4,2 km norr om Jelovo Brdo. 
Omgivningarna runt Jelovo Brdo är en mosaik av jordbruksmark och naturlig växtlighet. Runt Jelovo Brdo är det ganska tätbefolkat, med 67 invånare per kvadratkilometer.